# Megasoma pachecoi
Megasoma pachecoi är en skalbaggsart som beskrevs av Cartwright 1963. Megasoma pachecoi ingår i släktet Megasoma och familjen Dynastidae. Inga underarter finns listade i Catalogue of Life.

## Bildgalleri

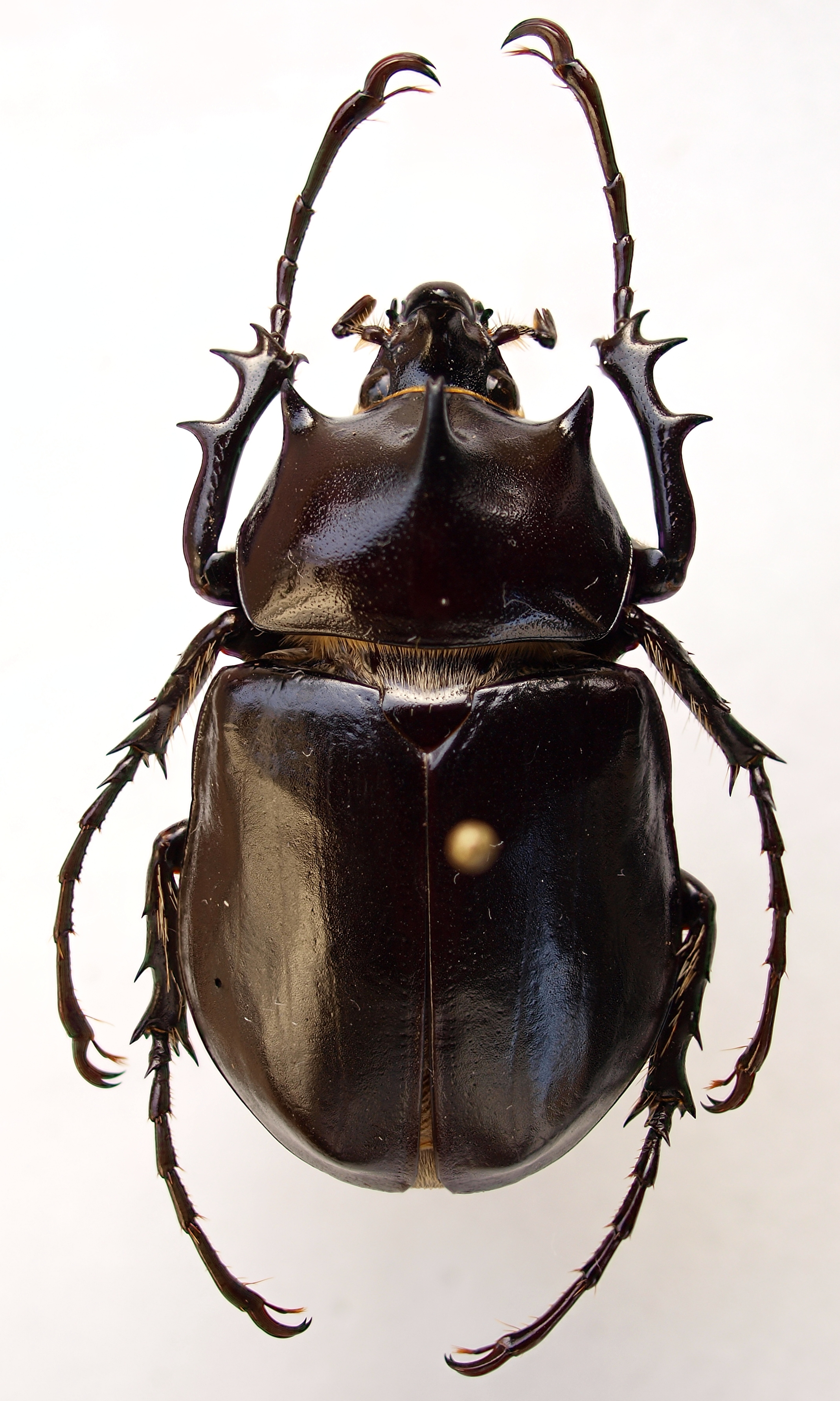